# Nadežda Skardino
Nadežda Skardino (blr. Надзея Скардзіна, Petrograd, 27. ožujka 1985.) je bjeloruska biatlonka.
Na Svjetskom prvenstvu u južnokorejskom Pjongčangu 2009. zauzela je četvrto mjesto sa ženskom štafetom. Na Olimpijskim igrama u Vancouveru 2010. bila je sedma sa štafetom, dvadeset druga u masovnom startu, dvadeset šesta u dohvatnoj utrci i dvadeset osma u sprintu i pojedinačnoj trci.
Na Svjetskom prvenstvu u ruskom Hanti-Mansijsku 2011. osvojila je broncu u štafeti, a u pojedinačnoj trci bila je četvrta. Sa štafetom je bila dvanaesta 2012., a 2013. sedma. Na Olimpijskim igrama u Sočiju 2014. osvojila je brončanu medalju u pojedinačnoj trci, peto mjesto sa ženskom štafetom, jedanaesto u dohvatnoj utrci i petnaesto u sprintu i masovnom startu.
Na Svjetskom prvenstvu u finskom Kontiolahtiju 2015. s mješovitom štafetom zauzela je četvrto mjesto, a sa ženskom sedmo. S mješovitom štafetom bila je deveta 2016., a u masovnom startu deseta. Deveto mjesto je zauzela sa ženskom štafetom u austrijskom Hochfilzenu 2017. 
Na Olimpijskim igrama u Pjongčangu 2018. osvojila je zlato u ženskoj štafeti. Nastupila je zajedno s Dinarom Alimbekavom, Darjom Domračevom i Irinom Krivko. Osvojila je peto mjesto u mješovitoj štafeti, sedmo mjesto u masovnom startu, deseto u pojedinačnoj utrci, četrnaesto u dohvatnoj utrci i trideset šesto u sprintu.